# Little Rock Challenger
Il Little Rock Challenger, nome ufficiale Little Rock Open e Baptist Health Little Rock Open per motivi di sponsorizzazione, è un torneo professionistico di tennis maschile che fa parte del circuito Challenger. Si gioca annualmente sui campi in cemento del Rebsamen Tennis Center a Little Rock, negli Stati Uniti, dal 2019. Dal 1981 al 2018 il torneo aveva fatto parte del circuito ITF Futures e tra i partecipanti in questo periodo vi erano stati Andre Agassi, Kei Nishikori, James Blake e Donald Young.

## Albo d'oro

### Singolare
| Anno | Campione                                  | Finalista                                 | Punteggio                                 |
| ---- | ----------------------------------------- | ----------------------------------------- | ----------------------------------------- |
| 2025 | Patrick Kypson                            | Michael Zheng                             | 6–1, 1–6, 7–5                             |
| 2024 | Mitchell Krueger                          | Yuta Shimizu                              | 6–3, 6–4                                  |
| 2023 | Mark Lajal                                | Beibit Zhukayev                           | 6–4, 7–5                                  |
| 2022 | Jason Kubler                              | Wu Tung-lin                               | 6–0, 6–2                                  |
| 2021 | Jack Sock                                 | Emilio Gómez                              | 7–5, 6–4                                  |
| 2020 | Non disputato per la pandemia di COVID-19 | Non disputato per la pandemia di COVID-19 | Non disputato per la pandemia di COVID-19 |
| 2019 | Dudi Sela                                 | Lee Duck-hee                              | 6–1, 4–3 rit.                             |

### Doppio
| Anno | Campioni                                  | Finalisti                                     | Punteggio                                 |
| ---- | ----------------------------------------- | --------------------------------------------- | ----------------------------------------- |
| 2025 | Aziz Dougaz Antoine Escoffier             | Andrés Andrade Nicolás Mejía                  | 6–2, 6–3                                  |
| 2024 | Liam Draxl Benjamin Sigouin               | Rithvik Choudary Bollipalli Hans Hach Verdugo | 6–4, 3–6, [10–7]                          |
| 2023 | Nam Ji-sung Artem Sitak                   | Alexis Galarneau Nicolas Moreno de Alboran    | 6–4, 6–4                                  |
| 2022 | Andrew Harris Christian Harrison          | Robert Galloway Max Schnur                    | 6–3, 6–4                                  |
| 2021 | Nicolás Barrientos Ernesto Escobedo       | Christopher Eubanks Roberto Quiroz            | 4–6, 6–3, [10–5]                          |
| 2020 | Non disputato per la pandemia di COVID-19 | Non disputato per la pandemia di COVID-19     | Non disputato per la pandemia di COVID-19 |
| 2019 | Matías Franco Descotte Orlando Luz        | Treat Conrad Huey Max Schnur                  | 7–5, 1–6, [12–10]                         |